# Kułewcza (stacja kolejowa)
Kułewcza (ukr. Кулевча) – stacja kolejowa w miejscowości Kułewcza, w rejonie białogrodzkim, w obwodzie odeskim, na Ukrainie. Położona jest na linii Odessa – Arcyz.